# André Mordant
André Mordant (Luik, 11 augustus 1946 - aldaar, 2 juni 2017) was een Belgische syndicalist en oud-voorzitter van het Algemeen Belgisch Vakverbond (ABVV).

## Levensloop
Toen hij in 1975 vakbondsafgevaardigde werd was hij werkzaam als kok voor de sociale dienstverlening van de stad Luik. In 1991 werd hij verkozen tot algemeen secretaris van de Waalse CGSP.
Hij was algemeen secretaris van het ABVV van 2002 tot 2004 en vervolgens voorzitter van 2004 tot 2006. In die periode was hij ook voorzitter van het Waals ABVV. Tijdens de besprekingen over het loopbaaneinde tussen de vakbonden, regering en de werkgeversorganisaties, in 2005, kon hij niet deelnemen om gezondheidsredenen.
Hij werd begraven op 7 juni op de begraafplaats van Saint-Walburge te Luik.